# Campeonato Sul-Americano de Futebol de 1949
O Campeonato Sul-Americano de Futebol de 1949 foi a 21ª edição da competição entre seleções da América do Sul realizada entre os dias 3 de abril e 11 de maio de 1949.
Participaram da disputa oito seleções: Bolívia, Brasil, Chile, Colômbia, Equador, Paraguai, Peru e Uruguai. As seleções jogaram entre si em turno único. A sede da disputa foi o Brasil. A Argentina não participou.
No último jogo, o Brasil precisava de um empate com o Paraguai, mas foi surpreendido e derrotado em São Januário, no roteiro comparável ao maracanaço que ocorreria no ano posterior. Como o regulamento previa uma partida de desempate, Brasil e Paraguai voltaram a se enfrentar, com os anfitriões conseguindo confirmar o título.
O Brasil foi o campeão, e assim, acabou com um jejum de títulos oficiais de sua seleção principal de 27 anos. O anterior logro, tinha sido na Copa América de 1922.

## Sedes
| Rio de Janeiro               | Rio de Janeiro               | São Paulo                          | Santos                       | Belo Horizonte               |
| ---------------------------- | ---------------------------- | ---------------------------------- | ---------------------------- | ---------------------------- |
| General Severiano            | São Januário                 | Pacaembu                           | Vila Belmiro                 | Independência                |
| 22° 57′ 13″ S, 43° 10′ 40″ O | 22° 53′ 27″ S, 43° 13′ 41″ O | 23° 32′ 54,78″ S, 46° 39′ 54,87″ O | 23° 57′ 04″ S, 46° 20′ 20″ O | 19° 54′ 30″ S, 43° 55′ 04″ O |
| Capacidade: 20 000           | Capacidade: 50 000           | Capacidade: 60 000                 | Capacidade: 12 000           | Capacidade: 15 000           |
|                              |                              |                                    |                              |                              |

## Classificação
| Pos. | Seleção  | Pts | J | V | E | D | GP | GC | SG  |
| ---- | -------- | --- | - | - | - | - | -- | -- | --- |
| 1    | Brasil   | 12  | 7 | 6 | 0 | 1 | 39 | 7  | +32 |
| 2    | Paraguai | 12  | 7 | 6 | 0 | 1 | 21 | 6  | +15 |
| 3    | Peru     | 10  | 7 | 5 | 0 | 2 | 20 | 13 | +7  |
| 4    | Bolívia  | 8   | 7 | 4 | 0 | 3 | 13 | 24 | −11 |
| 5    | Chile    | 5   | 7 | 2 | 1 | 4 | 10 | 14 | −4  |
| 6    | Uruguai  | 5   | 7 | 2 | 1 | 4 | 14 | 20 | −6  |
| 7    | Equador  | 2   | 7 | 1 | 0 | 6 | 7  | 21 | −14 |
| 8    | Colômbia | 2   | 7 | 0 | 2 | 5 | 4  | 23 | −19 |

## Preparação
O Sul-Americano de Futebol de 1949 serviu como preparação à Copa do Mundo FIFA de 1950. A Argentina não quis participar do torneio. O Uruguai enviou um time alternativo. O Brasil era considerado o franco favorito para ganhar o torneio. Luiz Bayer escreveu: "não podemos admitir sequer a surpresa porque nenhum dos outros concorrentes estão aparelhados a ponto de superar o nosso selecionado".
Após o período de treinos foram cortados Leônidas da Silva, Geninho, Braguinha, Paraguaio, Brandãozinho, Carlyle, Chico e Castilho. Castilho foi cortado por estar doente.
De acordo com Mário Filho: "Quando se fala em problemas do scratch, quase todo mundo fala no centro do ataque e nas pontas. Nas pontas é um exagero. Eu, pelo menos, com Tesourinha na forma que está não descubro problema na extrema direita. Na extrema esquerda, sim. Canhotinho não me convenceu e muito menos Simão, um jogador combativo, mas bisonho. Quanto ao centro de ataque, Octávio Moraes se não é uma solução completa, ainda é o melhor na falta de Heleno de Freitas. Eu poderia dizer que prefiro Leônidas da Silva à Nininho. Leônidas está fora e me calo. (...) Eu prefiria outro arranjo, o técnico porém é Flavio e eu confio em Flávio.". Geraldo Romualdo da Silva reforçou: "O Brasil sempre possuiu grandes centroavantes. Deixou de possui-los em 49.".. Leônidas da Silva sonhava em se aposentar no sul-americano de 49 com 36 anos.
Segundo o Mundo Esportivo, Leônidas apresentou-se na concentração em lastimável estado físico. Em seu primeiro treino atuou apenas 25 minutos, mas fez um "tento espetacular" arrancando aplausos do público.  Ao ser cortado, Leônidas acusou o técnico Flávio Costa de bairrismo: "Notodamente os cariocas são alvos de favores e simpatias especiais do técnico. (...). Minhas condições físicas eram boas, apesar da contusão. (..). me considerava apto." e previu que o Brasil venceria o sul-americano, mas perderia a Copa do Mundo. Flavio respondeu que "doeu muito ter cortado Leônidas", que o jogador não estava em condições para a disputa da competição, que não tinha nada pessoal contra Leônidas, nem quis se vingar dele por comportamentos indisciplinados do passado.

## O Campeonato
O Brasil estreou contra o Equador. Tesourinha abriu o marcador após receber passe de Otavio. Zizinho entregou para Otávio ampliar. Jair, cobrando falta, fez o terceiro. O quarto foi de Simão após passe de Jair. Arteaga cruzou e Chuchuca descontou para os equatorianos. Otavio entregou a Simão para o quinto gol brasileiro. O sexto gol ocorreu por intermédio de Jair após passe de Danilo. Zizinho entregou a Tesourinha em outra escapada fazer o sétimo. Simao cruzou e Zizinho de cabeça venceu o goleiro para o oitavo. E Simao, novamente, cruzou para Ademir fechar a goleada.  Segundo Ary Barroso: "O que era problema para Flavio, encantou o público - nossa linha atacante. O que não era, depois do encontro, passou a ser". Mário Filho criticou os equatorianos: "O futebol que eles praticam é rudimentar. Um football que não se usa mais. Não tem sistema de jogo. Correm para onde a bola está."
A rodada prosseguiu com o Paraguai derrotando a Bolívia por 3 a 0. Duas jogadas de Aválos resultam em gols de Lopez e Benitez. Lopez fecha o marcador em jogada individual. O Chile foi surpreendido pela Bolívia. A zaga falhou e Riera abriu o marcador para os chilenos. Jogada de Algarramaz resultou no gol de empate de Ogarte. Godoy em jogada individual virou para os bolivianos. Salamanca voltou a empatar e Gutierrez aproveitou rebote do goleiro em chute de Ogarte, fez o terceiro gol da Bolívia.
Na segunda rodada, o Brasil aplicou a sua maior goleada em partidas oficiais contra a Bolívia no Pacaembu. Nininho depois de receber passe de Jair abriu o marcador. Zizinho serviu Jair para o segundo. O terceiro é de Zizinho após passe de Cláudio. O quarto foi jogada individual de Nininho. O quinto é de Claudio em cobrança de falta. Simão fez o sexto após passe de Jair. O sétimo foi de Simão em outro passe de Jair. O oitavo de Zizinho em passe de Nininho. O nono de Claudio cobrando penalti cometido por Ferrei sobre o próprio Claudio. E o décimo cabeçada de Nininho em cruzamento de Zizinho. O técnico Flávio Costa tirou os cariocas Danilo e Eli para colocar os paulistas Bauer e Rui e agradar a torcida local. Mário Filho reagiu: "o critério de Flavio Costa como o pior precedente já aberto na história do football brasileiro" pois "trouxe o bairrismo para o scratch nacional".
Os Peruanos derrotaram a Colômbia por 4 a 0. Castilho cruzou e Pedraza num sem pulo fez o primeiro. Felix Drago fez o segundo em chute de longa distância. Lançamento de Pedraza para Castillo concluir o terceiro e o mesmo Pedraza fez o quarto. Já a vitória Paraguaia ocorreu nos minutos finais por intermédio de Barrios.
Contra ao Chile, um centro de Cláudio resultou em gol de cabeça de Zizinho. Claudio de penalti sofrido por ele mesmo fez o segundo. Mauro coloca a mão na bola e Hugo Lopez diminui para os chilenos. O Paraguai ganhou de 3 a 1 do Peru (Barrios de penalti sofrido por Arce, Barrios passa para Arce que amplia, Lopez só empurra para dentro para fazer o terceiro, Colunga diminuiu para o Peru).
O Brasil derrotou a Colômbia por 5 a 0. Tesourinha em passe de Orlando. 1 a 0. Marriaga faz penalti em Nininho. Canotinho faz o segundo. Canhotinho cruza, Tesourinha desvia de cabeça e Orlando faz o terceiro. Nininho para Ademir. 4 a 0. Bauer para Ademir. 5 a 0.
O Brasil voltou ao Rio de Janeiro para golear o Peru, 7 a 1. Cruzamento de Jair, Arce jogou para o próprio gol. 1 a 0. Zizinho deu a Augusto que chutou de longe e o goleiro se atrapalhou. 2 a 0. Jair em jogada individual fez o terceiro. Jair cobrando falta fez o quarto. Zizinho e Calderon trocaram pontapés e foram expulsos. Escanteio de Pedrazza e Salinas descontou. 4 a 1. Simão recebendo passe de Jair fez o quinto. Ademir chutou de longe para o sexto. E orlando fechou a goleada.
O Brasil derrotou o time alternativo do Uruguai por 5 a 1 com quatro gols de falta (dois de penalti e dois de falta direta). Barbosa falhou, soltou a bola nos pés do atacante e Ramon Castro aproveitou. 0 a 1. Jair cobrando falta. 1 a 1. Zizinho em passe de Jair. 2 a 1. Tesourinha sofreu penalti. Jair bateu. 3 a 1. Danilo bateu falta sofrida por Zizinho. 4 a 1. Orlando sofreu penalti e Tesourinha fechou o marcador.
Na última partida o Brasil foi surpreendido pelos paraguaios. Orlando serviu Tesourinha para abrir o marcador. 1 a 0. Arce cruzou e Avvalos empatou a peleja. Arce entregou e Benitez fez o gol da virada. 1 a 2. A derrota gerou muitas críticas ao técnico Flávio Costa por supostamente privilegiar jogadores cariocas na seleção. O Mundo Esportivo escreveu: "Registrou-se assim a terceira derrota do Brasil em campos nacionais. E como significativa coincidência nesses três revezes, as nossas seleções foram dirigidas por Flávio Costa. Ninguém pode ter esquecido aquela triste derrota de 1939 frente aos argentinos no Estádio São Januário. Naquela ocasião, Flavio Costa e Nascimento formaram um scratch batizado de fla-flu, por contar com grande maioria de elementos de Flamengo e Fluminense.(...) Em 1945, no Pacaembu, novamente sob a batuta azarada de Flavio Costa perdemos para a seleção argentina pela extravagante contagem de 4 a 3. (..) E Otávio, mas nem é bom falar, santo deus! O seu reserva natural é Nininho e é quem deveria jogar, já que Leônidas, o melhor de todos, ficou de fora por teimosia de Flávio Costa. Mas Nininho não jogará porque é paulista e o técnico acha isso um grave defeito. Se Otávio for substituído (..), será por Ademir do Vasco da Gama. Não é centroavante, mas quem se importa com isso?".

## Partidas
| 3 de abril | Brasil                                                                                       | 9 – 1 | Equador               | São Januário, Rio de Janeiro                                          |
| 16:20      | Tesourinha 3', 42' · Octávio 10' · Jair 13', 35' · Simão 16', 25' · Zizinho 67' · Ademir 88' |       | Sigifredo Cuchuca 18' | Público: 35 000 Renda: Cr$ 577.009,00 Árbitro: ENG Cyril Jack Barrick |

| 6 de abril | Bolívia                                | 3 – 2 | Chile                     | Pacaembu, São Paulo                             |
| 20:15      | Ugarte 59' · Godoy 77' · Gutiérrez 79' |       | Riera 30' · Salamanca 71' | Público: 30 000 Árbitro: ENG Cyril Jack Barrick |

| 6 de abril | Paraguai                            | 3 – 0 | Colômbia | Pacaembu, São Paulo               |
| 22:15      | López Fretes 21', 72' · Benítez 35' |       |          | Árbitro: URU Juan Carlos Armental |

| 10 de abril | Peru                                        | 4 – 0 | Colômbia | São Januário, Rio de Janeiro                  |
|             | Pedraza 22', 90' · Drago 47' · Castillo 85' |       |          | Público: 15 000 Árbitro: PAR Mario Rubén Heyn |

| 10 de abril | Paraguai    | 1 – 0 | Equador | Pacaembu, São Paulo                               |
|             | Barrios 89' |       |         | Público: 15 000 Árbitro: URU Juan Carlos Armental |

| 10 de abril | Brasil                                                                                  | 10 – 1 | Bolívia    | Pacaembu, São Paulo                             |
|             | Nininho 16', 39', 86' · Jair 17' · Zizinho 25', 80' · Cláudio 49', 84' · Simão 71', 79' |        | Ugarte 75' | Público: 40 000 Árbitro: ENG Cyril Jack Barrick |

| 13 de abril | Brasil                          | 2 – 1 | Chile           | Pacaembu, São Paulo                               |
| 21:00       | Zizinho 20' · Cláudio 49' (pen) |       | López 89' (pen) | Público: 45 000 Árbitro: URU Juan Carlos Armental |

| 13 de abril | Uruguai                      | 3 – 2 | Equador                 | São Januário, Rio de Janeiro                         |
|             | Castro 15', 85' · Moreno 30' |       | Artega 35' · Vargas 40' | Público: 30 000 Árbitro: BRA Alberto da Gama Malcher |

| 13 de abril | Paraguai                                        | 3 – 1 | Peru      | São Januário, Rio de Janeiro                    |
| 19:00       | Barrios 38' (pen) · Arce 56' · López Fretes 67' |       | Drago 89' | Público: 30 000 Árbitro: ENG Cyril Jack Barrick |

| 17 de abril | Brasil                                                                | 5 – 0 | Colômbia | Pacaembu, São Paulo                                                 |
|             | Tesourinha 20' · Canhotinho 24' (pen) · Orlando 44' · Ademir 47', 87' |       |          | Público: 45 000 Renda: Cr$ 333.307,50 Árbitro: CHI Alejandro Gálvez |

| 17 de abril | Chile    | 1–0 | Equador | Pacaembu, São Paulo                            |
| 14:45       | Rojas 4' |     |         | Público: 8 000 Árbitro: ENG Cyril Jack Barrick |

| 17 de abril | Bolívia                                           | 3 – 2 | Uruguai                   | São Januário, Rio de Janeiro                        |
|             | Ugarte 47' (pen.) · Algañaraz 57' · Gutiérrez 66' |       | Moll 49' · Betancourt 70' | Público: 8 000 Árbitro: BRA Alberto da Gama Malcher |

| 20 de abril | Peru                                                  | 4–0 | Equador | São Januário, Rio de Janeiro                     |
|             | Salinas 26' · Bermeo 36' · Castillo 50' · Pedraza 85' |     |         | Público: 7 000 Árbitro: URU Juan Carlos Armental |

| 20 de abril | Chile    | 1–1 | Colômbia    | São Januário, Rio de Janeiro               |
|             | López 8' |     | Berdugo 56' | Público: 7 000 Árbitro: BRA Mario Gardelli |

| 20 de abril | Uruguai         | 2 – 1 | Paraguai       | Pacaembu, São Paulo                             |
|             | García 22', 69' |       | Arce 65' (pen) | Público: 20 000 Árbitro: ENG Cyril Jack Barrick |

| 24 de abril | Brasil                                                                        | 7 – 1 | Peru        | São Januário, Rio de Janeiro                    |
|             | Arce 11' · Augusto 15' · Jair 17', 20' · Simão 54' · Ademir 82' · Orlando 88' |       | Salinas 44' | Público: 45 000 Árbitro: ENG Cyril Jack Barrick |

| 25 de abril | Bolívia                       | 2 – 0 | Equador | Pacaembu, São Paulo                         |
|             | Sánchez 6' · Ugarte 14' (pen) |       |         | Público: 14 000 Árbitro: BRA Mario Gardelli |

| 25 de abril | Uruguai                  | 2 – 2 | Colômbia                       | Pacaembu, São Paulo                                  |
|             | Martínez 57' · Ayala 86' |       | Gastelbondo 27' · A. Pérez 81' | Público: 14 000 Árbitro: BRA Alberto da Gama Malcher |

| 27 de abril | Peru                                  | 3 – 0 | Bolívia | Vila Belmiro, Santos                                 |
|             | R. Drago 31', 74' · Heredia 77' (pen) |       |         | Público: 12 000 Árbitro: BRA Alberto da Gama Malcher |

| 27 de abril | Paraguai                         | 4 – 2 | Chile                    | Pacaembu, São Paulo                        |
|             | Arce 10', 39', 47' · Benítez 23' |       | Cremaschi 8' · Ramos 72' | Público: 1 000 Árbitro: BRA Mario Gardelli |

| 30 de abril | Paraguai                                           | 7 – 0 | Bolívia | São Januário, Rio de Janeiro                    |
|             | Benítez 30', 40', 41', · Arce 38', · Fernández 59' |       |         | Público: 45 000 Árbitro: ENG Cyril Jack Barrick |

| 30 de abril | Brasil                                                                      | 5 – 1 | Uruguai    | São Januário, Rio de Janeiro                         |
|             | Jair 15', 40' (pen) · Zizinho 24' · Danilo Alvim 79' · Tesourinha 89' (pen) |       | Castro 12' | Público: 45 000 Árbitro: BRA Alberto da Gama Malcher |

| 30 de abril | Peru                             | 3 – 0 | Chile | Pacaembu, São Paulo                        |
|             | Mosquera 28', 73' · Castillo 58' |       |       | Público: 1 000 Árbitro: BRA Mario Gardelli |

| 3 de maio | Equador                                                     | 4 – 1 | Colômbia     | São Januário, Rio de Janeiro                |
|           | E. Cantos 23' · Vargas 44' · G. Andrade 49' · Maldonado 74' |       | N. Pérez 27' | Público: 3 000 Árbitro: BOL Alfredo Alvarez |

| 4 de maio | Peru                                                 | 4 – 3 | Uruguai                           | General Severiano, Rio de Janeiro            |
|           | Mosquera 19' · Castillo 43' · Gómez Sánchez 57', 60' |       | Moll 58' · Castro 60' · Ayala 85' | Público: 20 000 Árbitro: BOL Alfredo Alvarez |

| 6 de maio | Bolívia                                               | 4 – 0 | Colômbia | General Severiano, Rio de Janeiro               |
|           | Godoy 10' · B. Gutiérrez 55' · Rojas 77' · Ugarte 81' |       |          | Público: 12 000 Árbitro: ENG Cyril Jack Barrick |

| 8 de maio | Chile                                  | 3 – 1 | Uruguai   | Independência, Belo Horizonte              |
|           | Infante 75', 83' (pen) · Cremaschi 88' |       | Ayala 35' | Público: 5 000 Árbitro: BRA Mario Gardelli |

| 8 de maio | Paraguai                 | 2 – 1 | Brasil         | São Januário, Rio de Janeiro                    |
|           | Avalos 75' · Benítez 85' |       | Tesourinha 33' | Público: 35 000 Árbitro: ENG Cyril Jack Barrick |

## Jogo de desempate
O jogo de desempate ocorreu dia 11 de maio em São Januário. Ademir abriu a contagem depois de receber um passe de Simão. O mesmo Ademir, após passe de Noronha, ampliou o marcador. Zizinho serviu Tesourinha para o terceiro. O quarto gol foi jogada de Tesourinha para Ademir. Tesourinha em chute de longa distância fez o quinto. O sexto foi marcado por Jair depois de receber um passe de Zizinho. Simão cruzou e Jair fechou a goleada.
| 11 de maio | Brasil                                                    | 7 – 0 | Paraguai | São Januário, Rio de Janeiro                                          |
| 21:00      | Ademir 17', 27', 48' · Tesourinha 43', 70' · Jair 72' 89' |       |          | Público: 55 000 Renda: Cr$ 764.644,00 Árbitro: ENG Cyril Jack Barrick |

| Brasil | Paraguai |

| GK             |  | Barbosa    |
| DF             |  | Augusto    |
| DF             |  | Mauro      |
| MF             |  | Ely        |
| MF             |  | Danilo     |
| MF             |  | Noronha    |
| FW             |  | Tesourinha |
| FW             |  | Zizinho    |
| FW             |  | Ademir     |
| FW             |  | Jair       |
| FW             |  | Simão      |
| Substituições: |  |            |
| Técnico:       |  |            |
| Flávio Costa   |  |            |

| GK                    |  | Sinforiano García  |  |                 |
| DF                    |  | Alberto González   |  |                 |
| DF                    |  | Casiano Céspedes   |  |                 |
| MF                    |  | Manuel Gavilán     |  |                 |
| MF                    |  | Pedro Nardelli     |  |                 |
| MF                    |  | Castor Cantero     |  |                 |
| FW                    |  | Pedro Fernández    |  | Substituído     |
| FW                    |  | César López Fretes |  | Substituído     |
| FW                    |  | Dionisio Arce      |  |                 |
| FW                    |  | Jorge D. Benítez   |  |                 |
| FW                    |  | Félix Vázquez      |  |                 |
| Substituições:        |  |                    |  |                 |
| FW                    |  | Marcial Barrios    |  | Entrou em campo |
| FW                    |  | Estanislao Romero  |  | Entrou em campo |
| Técnico:              |  |                    |  |                 |
| Manuel Fleitas Solich |  |                    |  |                 |

| Campeonato Sul-Americano de Futebol de 1949 |
| ------------------------------------------- |
| Brasil Campeão (3º título)                  |

### Goleadores
| Jogador              | Seleção | Gols |
| -------------------- | ------- | ---- |
| Jair da Rosa Pinto   | BRA     | 9    |
| Ademir de Menezes    | BRA     | 7    |
| Tesourinha           | BRA     | 7    |
| Jorge Duilio Benítez | PAR     | 7    |
| Dionisio Arce        | PAR     | 7    |

### Melhor jogador do torneio
Para o Globo Sportivo: *  Jair Rosa Pinto 